# Baukasten

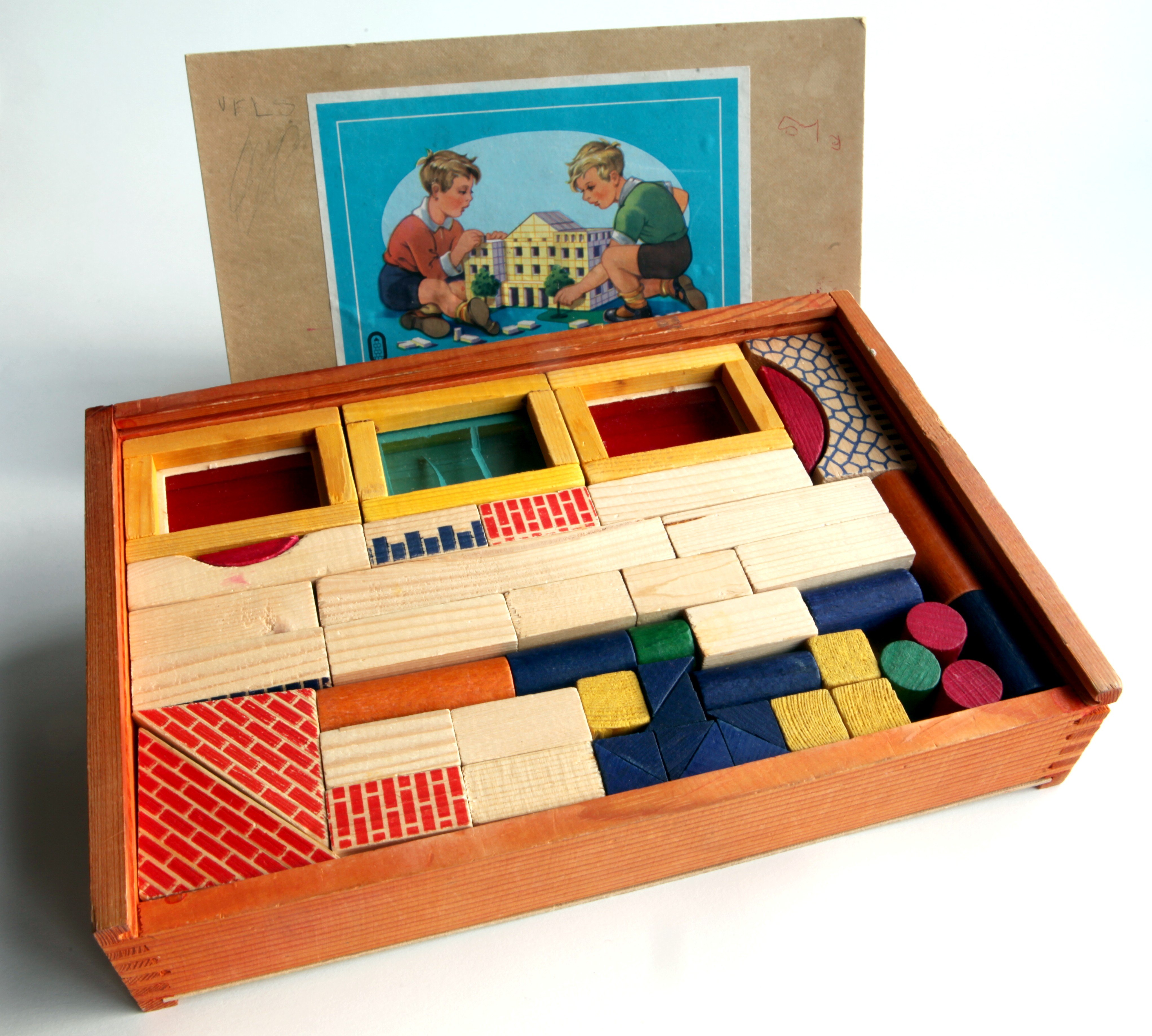
Baukasten mit Holzbausteinen

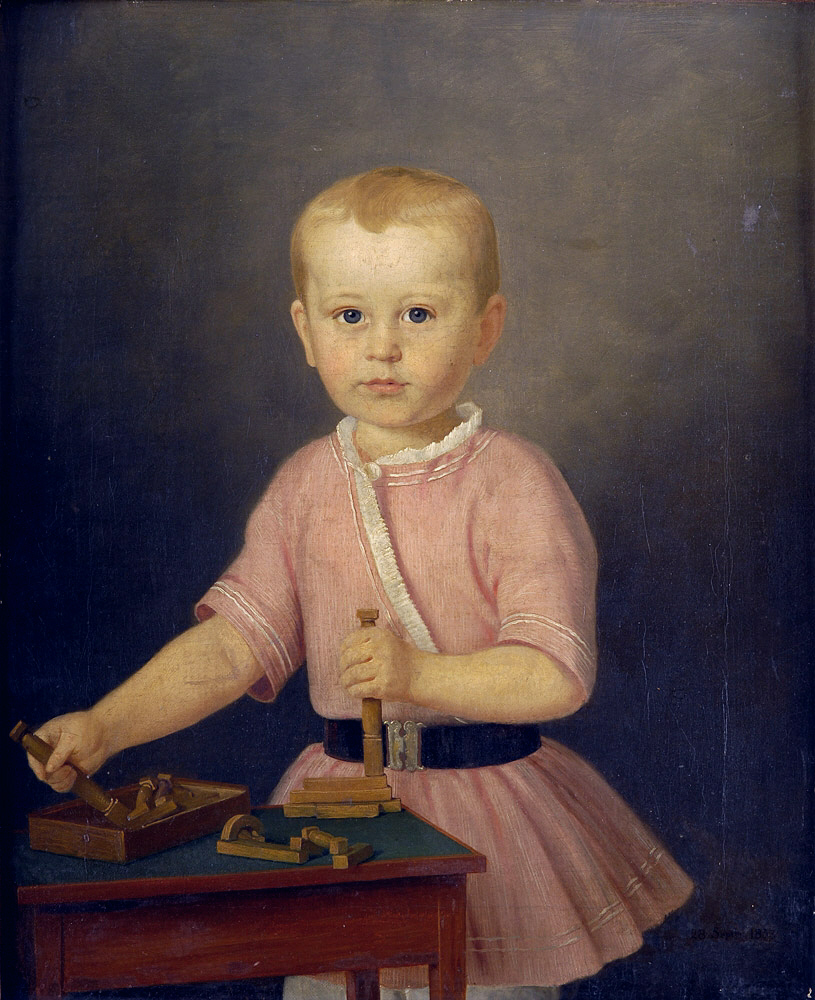
Kind mit Bauklötzen, anonymer Maler, 1853

Als Baukasten wird ein Spielzeug bezeichnet, das aus einzelnen, einfach zusammenzusetzenden Teilen besteht. Ursprünglich bezeichnet der Ausdruck Bauklötze oder Bausteine, später auch andere Spiele. Zweck eines Baukastens war und ist es, dem spielenden Kind die Konstruktion einer Vielzahl von Objekten durch vorgefertigte Bauelemente zu vereinfachen und dadurch die Freude am Lernen zu fördern. Ein detailliert pädagogisch durchdachtes System von Bauklötzen, die mit Erweiterungen jeweils aufeinander aufbauen, sind die von Friedrich Fröbel für Kindergärten entwickelten Fröbel-Gaben.

## Bausteinkästen
Bausteine waren ursprünglich meist aus Holz hergestellt und zunächst zum Auftürmen bestimmt. Populär wurde dieses Spielzeug 1882 mit dem Anker-Steinbaukasten mit Steinen aus Kunststein, 1915 mit dem hölzernen Schweizerbaukasten von Carl Zweifel und 1934 mit Bild-O-Brik steckbaren Klemmbausteinen, die bekannteste Marke Lego begann die Produktion ab 1949. Weitere Systeme sind Baufix, Constri, Fischertechnik, Plasticant, Formo und die Metallbaukästen, wie der Stabilbaukasten der Firma Stabil, bei dem Metallschienen verschraubt wurden. Moderne Bauklötze sind oft farbig gestaltet und ermöglichen ein variationsreiches, freies Spielen. Auch Puzzleteile können als Bausteine betrachtet werden.

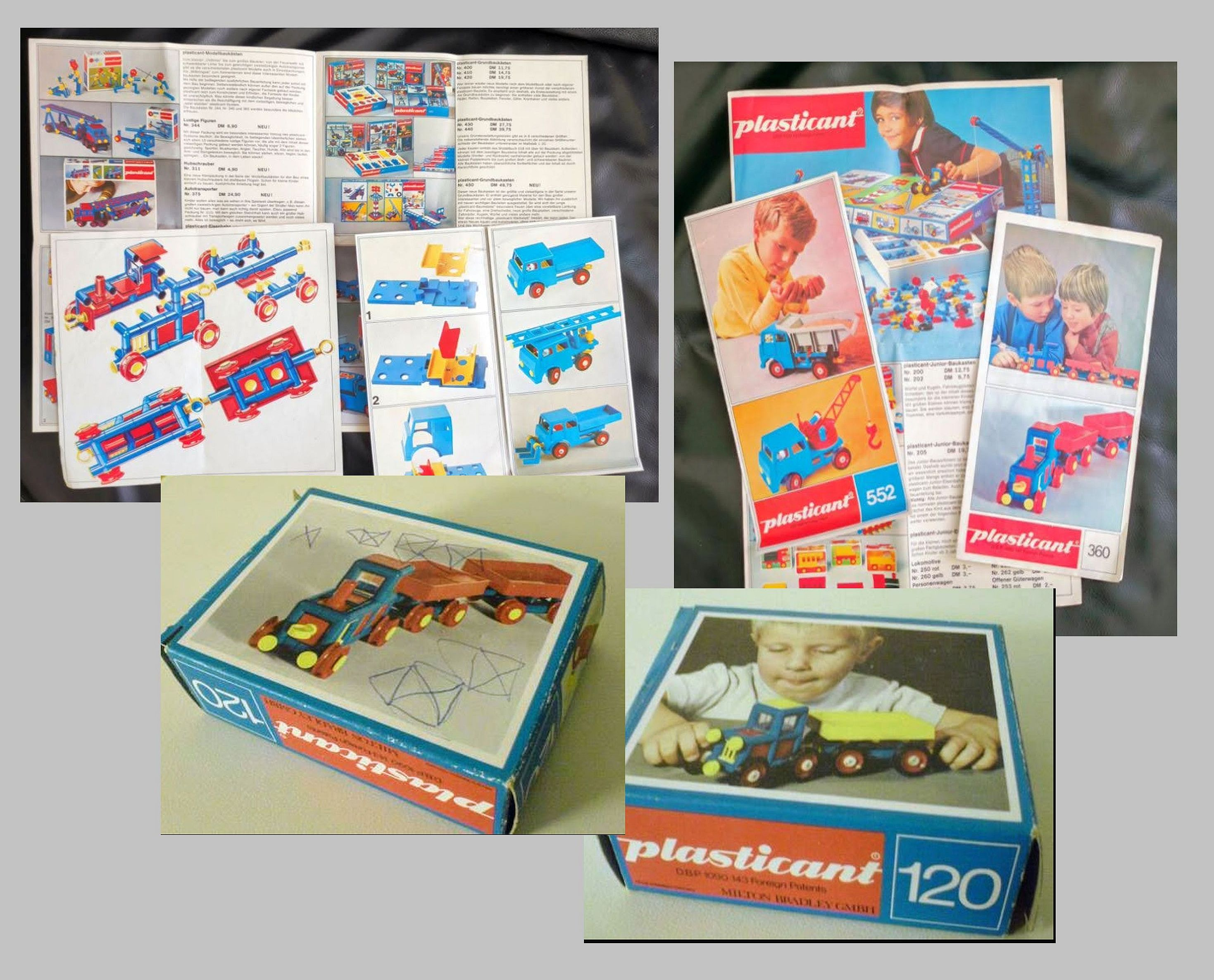
plasticant Schachteln und Packungsbeilagen (1960er & 1970er Jahre)

Eine Weiterentwicklung von Konstruktionssteckbauklötzen aus Arvenholz machte der Schweizer Erfinder Andres Streiff 2023. Diese Holzbauklötze sind nachhaltig. Es braucht nur ein würfelförmiges Grundelement ohne verchluckbare Zusatzteile. Man kann auf allen sechs Seiten beliebig anbauen, auch gegeneinander, 45° schräg und auch versetzt. Die Bauwerke haben keine vorstehenden Teile.
Es gibt auch Hausbaukästen aus Steinen, Balken und anderen Konstruktionselementen, aus denen spielerisch Modellhäuschen gebaut werden können. Diese Baukästen gehören zum klassischen Kinderspielzeug und waren in der DDR ein verbreitetes Spielzeug.
Insbesondere Lego und Fischertechnik haben sich zu komplizierten Entwicklungsplattformen der Steuerung und Regelung entwickelt. Unter diese Kategorie gehören etwa die Roboterbaukasten. Solche Bausätze werden auch in der gewerblichen und universitären Forschung für den Bau von Prototypen eingesetzt.

## Experimentierkasten
Für naturwissenschaftliche oder technische Experimente existieren spezielle Baukästen häufig mit Bauanleitungen, die konkrete Beispiele für Konstruktionen oder Versuche vorgeben. Solche speziellen Kästen waren beispielsweise die Märklin-Metallbaukästen. Für besondere Gebiete der Naturwissenschaft und Technik gibt es Experimentierkasten, die zur Beschäftigung und zur Verbesserung der Kenntnisse in Chemie, Physik, Elektronik, Optik oder Foto anregen können.

## Museum und Kunst
- In der Tschechischen Republik gibt es das »Merkur-Baukasten-Museum«, in welchem eine riesige Stahlstadt zu besichtigen ist, den ältesten Bausatz aus dem Jahr 1920, eine große Gleisanlage Merkur »O« im Maßstab 1:45 und eine Reihe historischer und moderner Ausstellungsstücke. Paneele informieren über die Produktionsgeschichte des Bausatzes Merkur einschließlich Konkurrenz.[2][3]
- Der Schweizer Maler und Medienkünstler Matthias A. K. Zimmermann widmet sich in seinem Schaffen, welches er »Modellwelten« nennt, zentriert dem Aspekt des Baukastens, indem er panoramaartige Landschaften entwirft, die nach geometrischen Prinzipien wie Baukästen zusammengesetzt sind.[4]
- Die Designerin und Kunsthandwerkerin Alma Siedhoff-Buscher entwarf 1923 am Bauhaus das Schiffbauspiel in zwei Varianten. Bewusst wurde auf konkrete Bauanleitungen verzichtet um die Kreativität zu fördern, somit entstand ein sehr frühes Beispiel für ein „offenes Spiel“ als pädagogisches Konzept.

Der Baukasten als künstlerisches Thema
»Die geknickte und verbogene Stadt«, 2007
Acryl auf Leinwand, 160 × 165 cm
Künstler: Matthias A. K. Zimmermann
Standort: Aargauer Kunsthaus

## Bilder

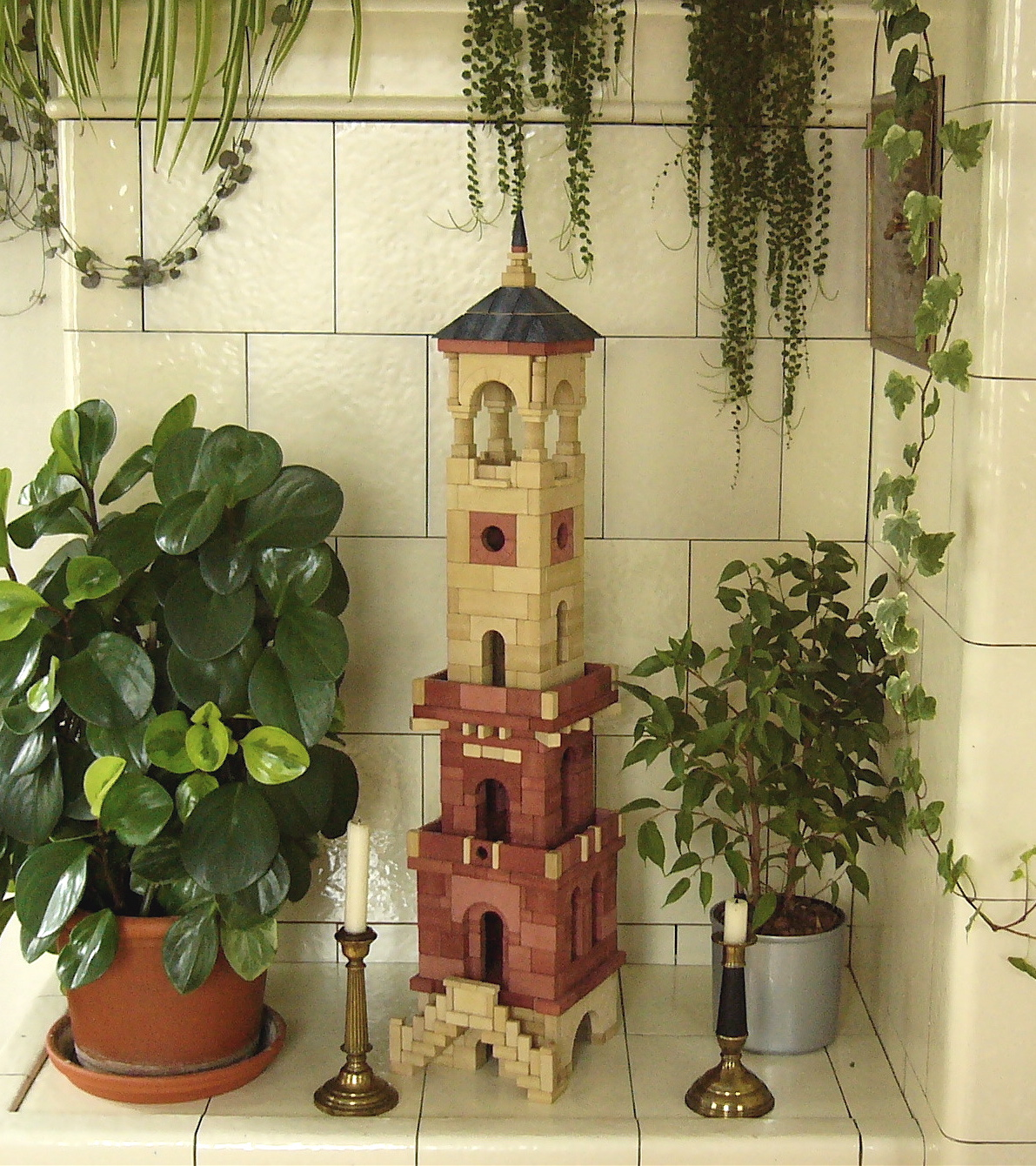
„Aussichtsturm“, gebaut mit Anker-Bausteinen
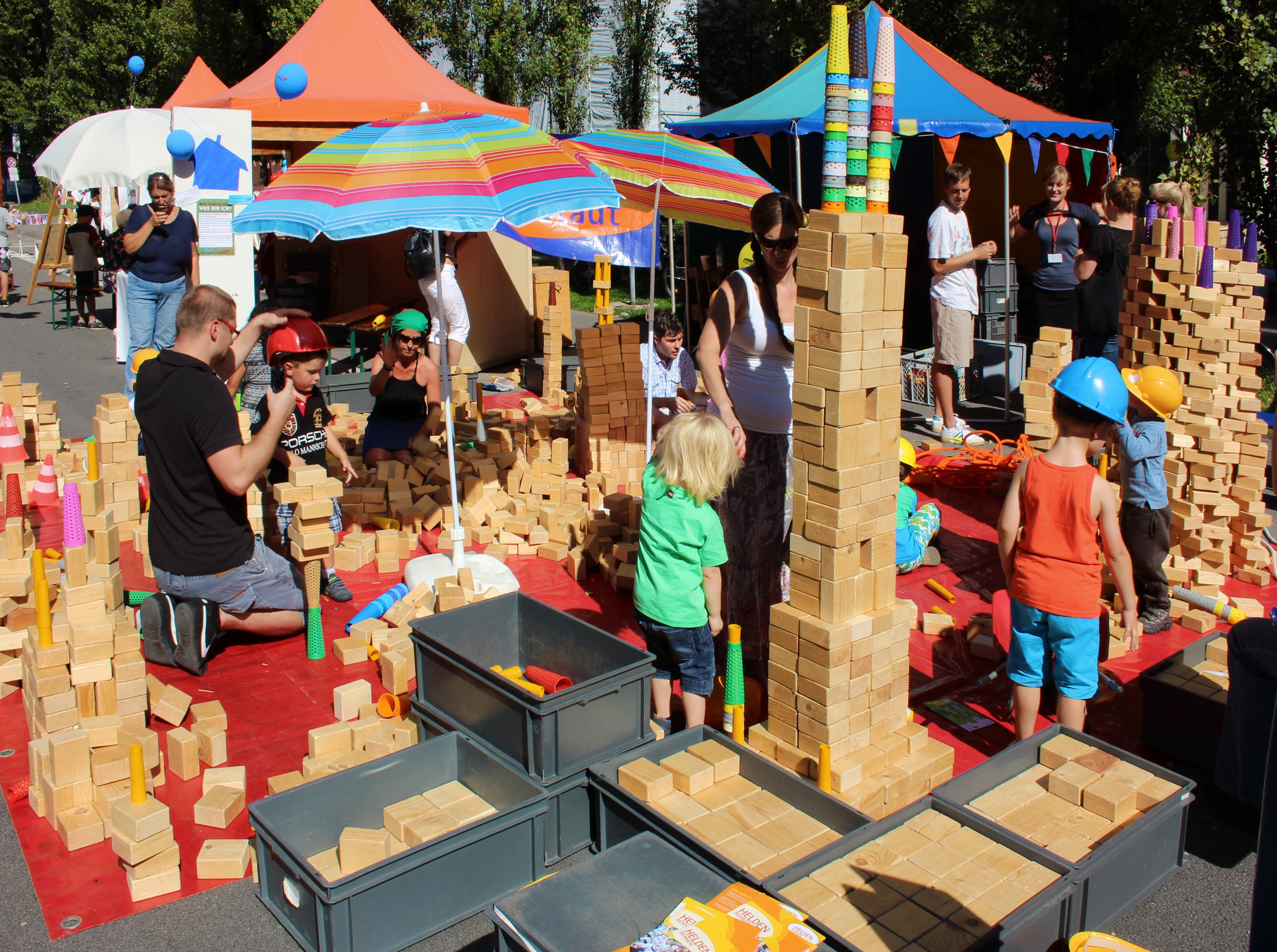
Türme aus Bauklötzen auf der Straße aufgebaut
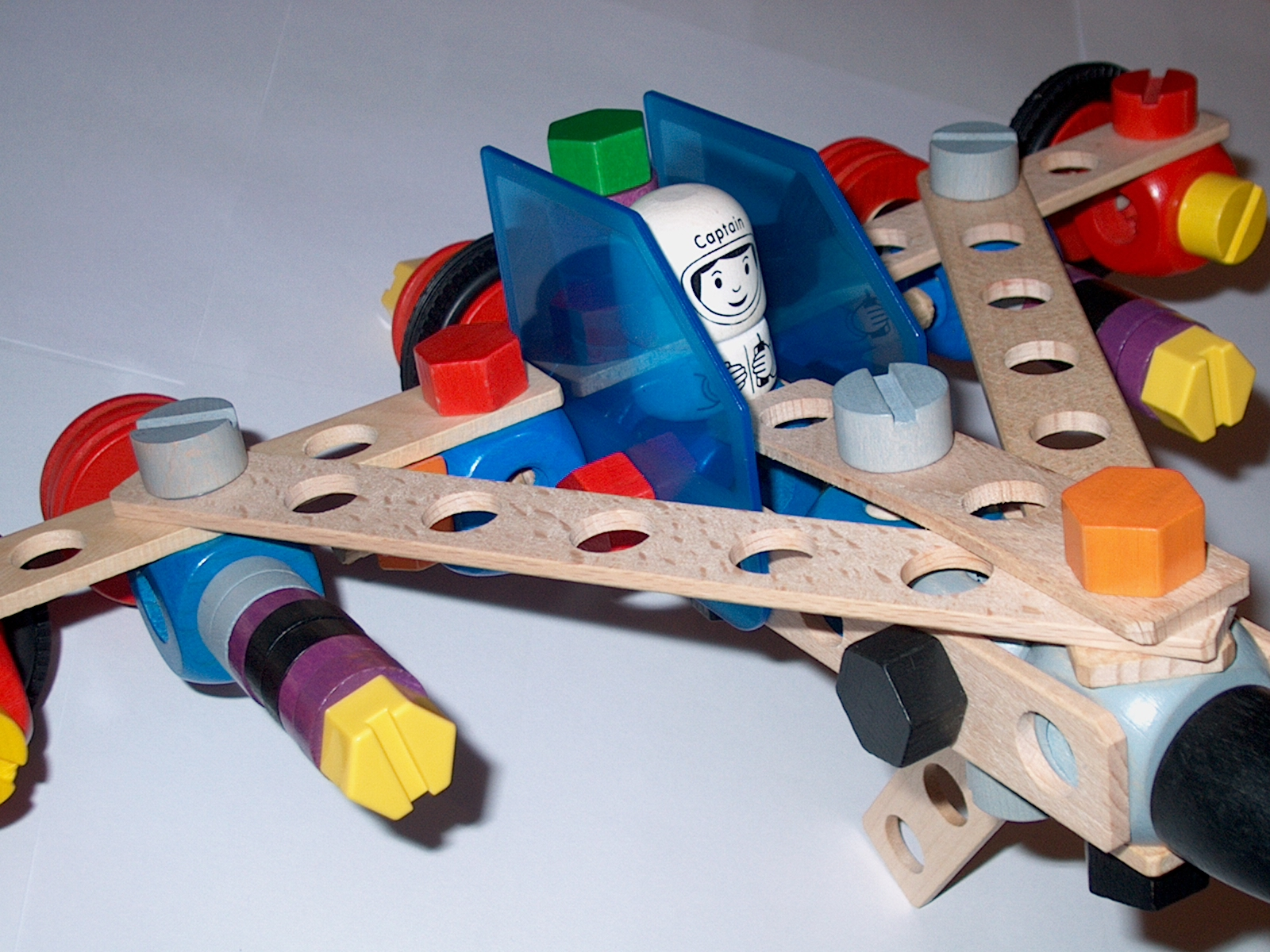
Raumschiff, gebaut mit Material aus dem Konstruktionsbaukasten „Baufix“ der Firma Lorenz
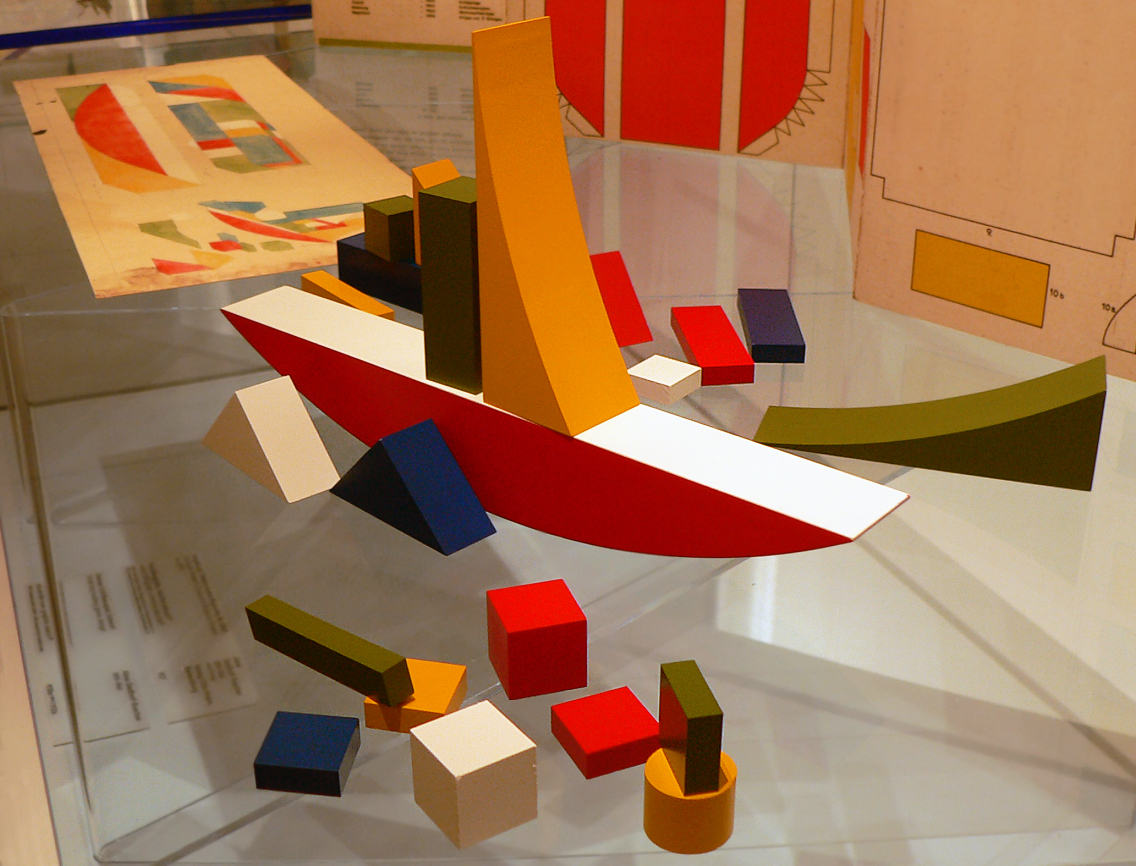
Schiffbauspiel von Alma Siedhoff-Buscher 1923 am Bauhaus entworfen.
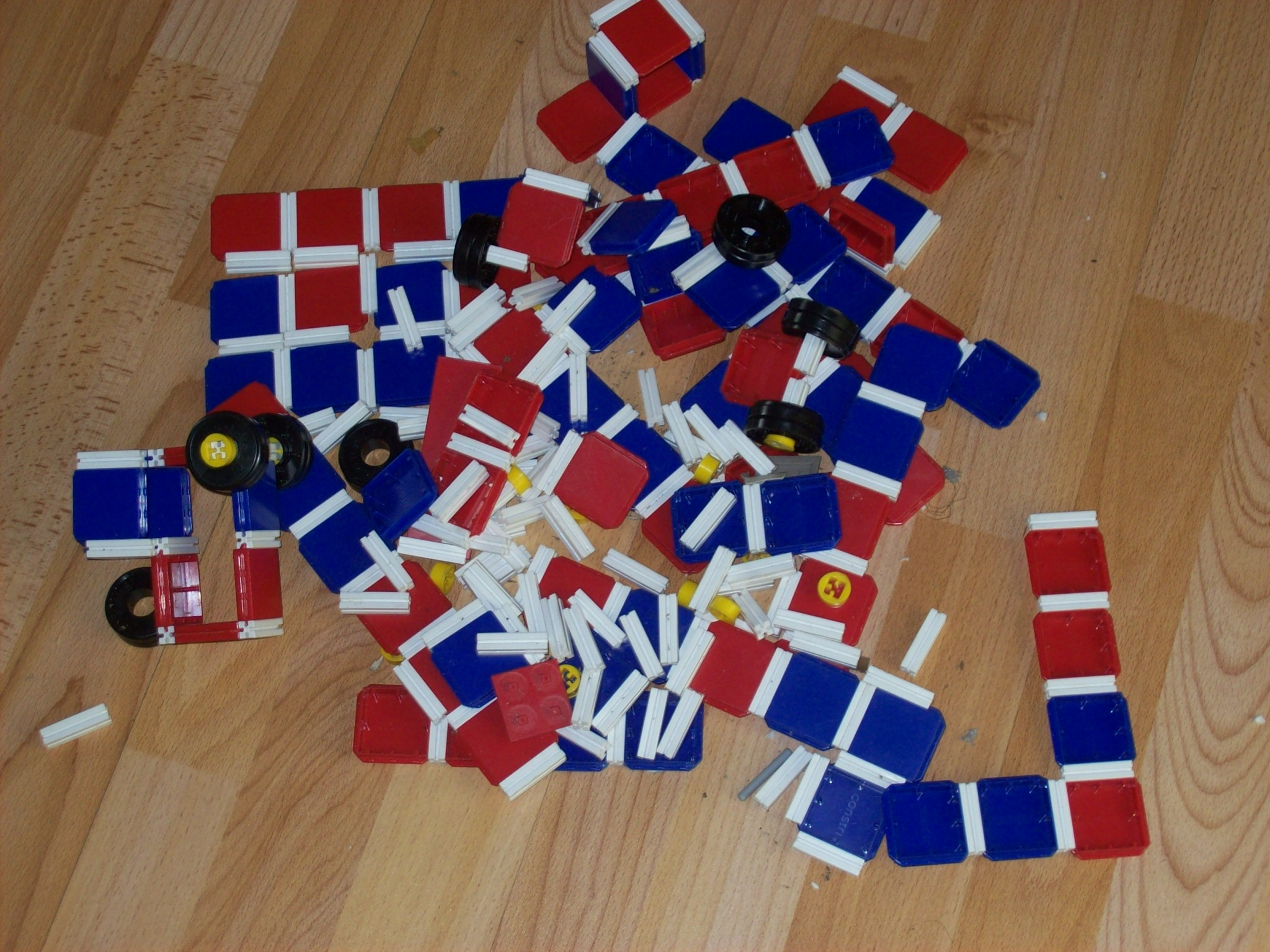
Constri